# Isaac et Jacob
Isaac et Jacob est un tableau peint en 1637 par José de Ribera. Il mesure 110 × 291,5 cm. Il est conservé au musée du Prado à Madrid.